# Callia metallica
Callia metallica är en skalbaggsart som beskrevs av Maria Helena M. Galileo och Martins 2008. Callia metallica ingår i släktet Callia och familjen långhorningar. Inga underarter finns listade.